# Apostasia odorata
Apostasia odorata är en orkidéart som beskrevs av Carl Ludwig von Blume. Apostasia odorata ingår i släktet Apostasia och familjen orkidéer. Inga underarter finns listade i Catalogue of Life.